# Eman Mobali
Eman Mobali (persiska: ایمان مبعلی, född 3 november 1982 i Izeh, är en iransk fotbollsspelare som för närvarande spelar för Naft Teheran.
Eman Mobali har spelat i Irans fotbollslandslag, och vann guldmedalj 2002 i Asiatiska spelen i Busan.